# Eupithecia gilata
Eupithecia gilata är en fjärilsart som beskrevs av Samuel E. Cassino 1925. Eupithecia gilata ingår i släktet Eupithecia och familjen mätare. Inga underarter finns listade i Catalogue of Life.